# Пластун (альбом)
«Пластун» — седьмой альбом советской и российской рок-группы DDT. Альбом был издан только в 1995 году, хотя записан в декабре 1991 года, на московской студии «Видеофильм». Сведение — Санкт-Петербургская студия грамзаписи. Выпущен на компакт-дисках и магнитофонных кассетах.

## История создания
Песни из этого альбома появились в репертуаре ДДТ около 1988 года и составляли основу второй концертной программы «питерского периода» группы. «Пластун» впервые прозвучал целиком в сентябре 1988 года в ленинградском СКК. В студийном варианте песни с альбома были впервые запечатлены на магнитоальбоме «Предчувствие гражданской войны» в 1989 году.
Весь 1991 год ДДТ пытались зафиксировать всё, что было написано ранее. В Москве стояла жаркая безветренная погода, «абсолютно болезненное, мерзкое состояние». Альбом лидеру группы совершенно не нравился. Это напоминало прощание со старым, с 1980-ми годами. Музыканты осознали, что они должны играть и делать что-то новое. Иначе — конец, или смена работы. Музыка разонравилась, было стыдно издавать существовавший вариант. «Мы выпустили его потом, когда эти обострённые чувства прошли. И стали перестраиваться, переориентироваться…».
Шевчук так оценивал результат:

«Этот альбом я бы назвал „пышным“. Пышным, потому, что много красок — клавиши, струнные, медь, симфонический оркестр и т. д. Мы были увлечены тогда классической музыкой, пытались по-своему скрестить её с роком, найти грань между пафосом и сермягой, лирикой. Основные песни посвящены нашим друзьям-афганцам и бушующей тогда вовсю перестройке. <…> Мы много экспериментировали, искали звук, короче, закопались и, на мой взгляд, пластинка получилась какая-то не очень живая, замученная, и решили не выпускать её. Зарезали. Первоисточники, практически пропали… И вот нашлась кассета. Послушали впервые за столько лет и решили выпустить. Жалко всё-таки, почти три года жили мы с этими песнями. Заново писать — некогда, да и мне, если честно, лень»— 
.
Вадим Курылёв рассказывал:

«Альбомчик вышел нешуточный — записывали его полгода, потом полгода сводили. Дело происходило в Москве на студии «Видеофильм» в 1991 году. Для того времени студия была очень современная и хорошо укомплектованная — она была оснащена даже компьютерами. На этой же студии записывался алисовский «Шабаш» и «Чёрный альбом» «Кино». На время записи мы все переехали в Москву, а я даже остался там ещё года на три. Большие технические возможности студии в результате лишь навредили альбому — Юра с Е. Мочуловым сводили его, пересводили, мы что-то переписывали, перепевали, опять пересводили и, в конце концов Юра решил его не выпускать. Видимо, он ожидал от «Пластуна» такого невероятного качества, что не мог примириться с тем, что получилось.
На самом же деле альбом не так уж и плох даже по качеству, а уж по содержанию — это один из лучших альбомов ДДТ. Здесь удалось развернуться Андрею Муратову со своими клавишами, а Андрей Васильев назаписывал своих любимых «стеклянных» гитар в таком качестве, как ему ещё никогда не удавалось. Реже всех на студии появлялся Никита и записывал в основном свою электро-скрипку, подаренную Стасом Наминым.

Почти все электро-гитары записал Андрей, за что и попал на обложку альбома. Впоследствии мне казалось, что это неожиданное для альбомов ДДТ оформление тоже сыграло роковую роль в судьбе «Пластуна». Он вышел лишь пять лет спустя, когда стало уже окончательно ясно, что переписывать его никто не будет — время прошло. В качестве приглашенных музыкантов в записи участвовали духовики из распадающейся тогда «Бригады С» и симфонический оркестр, который записывали отдельно, в Питере. Оркестровку для тех и других писал Дядя Миша. Пока писали этот злополучный альбом, в стране произошла революция, и Советского Союза не стало, Москва стала столицей России, а Ленинград — Петербургом. Я же остался жить в Москве и стал приезжать в родной город лишь для репетиций и записей следующих альбомов. Была ещё одна попытка записать альбом заново — инициатором был Игорь Доценко. С ним и с Андреем Муратовым в качестве звукорежиссёра мы записали заново треки ритм-секции для нескольких песен «Пластуна», но этот порыв не был поддержан самим Юрой, и, соответственно, провалился. В 1995 году, когда стали первый раз переиздаваться старые альбомы ДДТ на компакт-дисках, вышел в свет и «Пластун» 1991 года. Такова непростая судьба этого альбома»— 
.
Андрей Васильев назвал «Пластун» любимым альбомом ДДТ с его участием, поскольку там он реализовал всё возможное как гитарист. Игорь Доценко добавил, что барабаны были записаны неудачно, потому что они провалены по звуку. Андрей Бурлака считал, что отчасти «Пластун» продолжил экспериментальную линию альбома «Время»: музыка опиралась на эпические арт-роковые аранжировки, объёмное звучание с включением симфонического оркестра, массированных клавишных и духовой секции, что, по ощущениям Шевчука, максимально отвечало текстовому содержанию альбома, рождённому впечатлениями «эпохи перелома»: достаточно назвать вошедшие в него песни «Предчувствие гражданской войны», «Пластун», «Победа».
На песню «Предчувствие гражданской войны» в 1989 году был снят клип, режиссёр — Е. Аксенов.

### Песни
«Дороги» посвящены памяти Александра Башлачёва, выпавшего из окна в феврале 1988 года, её последняя строчка — отсылка на первые свободные выборы в СССР 1989 года. В ночь после похорон Башлачёва была написана «Предчувствие гражданской войны», названная по одноимённой картине Сальвадора Дали; её можно увидеть в конце видеоклипа. Строки «Антиутопия на ржавом коне / Вскроет могилы уставших ждать…» — отсылка к Откровению Иоанна Богослова.
Композиция «Ветры» посвящена Афганской войне 1979—1989 гг.

## Список композиций
1. Дороги — 5:33
2. Пластун — 5:44
3. Предчувствие гражданской войны — 4:14
4. Ветры — 7:22
5. Победа — 5:31
6. Перестроище — 4:39
7. Змей Петров — 2:30
8. Актриса Весна — 7:52
9. Депутат Прокопенко (бонус) — 5:14 (Запись с концерта в ДК Ленсовета, 1989 г.)

## Участники записи
- Юрий Шевчук — вокал, стук по рельсе (2), звук бутылок (7)
- Андрей Васильев — гитара (1-7, 9), хор (2, 6, 7)
- Никита Зайцев — скрипка (1, 6, 8, 9), гитара с фуззом (2)
- Игорь Доценко — барабаны, хор (2, 6, 7)
- Вадим Курылёв — бас-гитара, 12-струнная гитара (1, 8), хор (2, 6, 7, 8)
- Андрей Муратов — клавишные, электро литавры (5), хор (2, 6, 7), звукорежиссура (пересведение).
- Михаил Чернов — саксофон (3, 6, 7, 8, 9), флейта (1, 4)
- Эльвира Шмакова — вокализ (4)
- Александр Бровко — акустическая гитара (4)

В записи принимали участие
- Симфонический оркестр гос. театра оперы и балета им. М. П. Мусоргского под руководством М. Махтина (партитура и дирижирование — Михаил Чернов) (5).
- Духовая секция группы «Бригада С» (3, 6, 7).

Звукорежиссёры
- Андрей Шабунов
- Евгений Мочулов